# Rantaualih
Rantaualih is een bestuurslaag in het regentschap Empat Lawang van de provincie Zuid-Sumatra, Indonesië. Rantaualih telt 1219 inwoners (volkstelling 2010).